# Grand Prix automobile du Japon 1999
GP précédent GP suivant
Le Grand Prix automobile du Japon 1999 (1999 Fuji Television Japanese Grand Prix). disputé sur le circuit de Suzuka le 31 octobre 1999, est la 646e épreuve du championnat du monde de Formule 1 courue depuis 1950 et la seizième et dernière manche du championnat 1999.

## Enjeux du Grand Prix
Dernier Grand Prix de la saison 1999, deux pilotes sont encore en lice pour le titre de champion du monde des pilotes : Eddie Irvine (70 points) et Mika Hakkinen (66 points). Pour être sacré champion, Mika Hakkinen doit gagner la course même si Eddie Irvine termine deuxième. Les deux pilotes seraient alors à égalité de points (76) mais le Finlandais serait couronné grâce à une victoire supplémentaire.

## Engagés
Les onze écuries inscrites au championnat du monde 1999 sont toutes présentes au Japon.
| Écurie                       | Numéro | Pilotes               | Châssis        | Moteur                           | Pneus |
| ---------------------------- | ------ | --------------------- | -------------- | -------------------------------- | ----- |
| West McLaren Mercedes        | 1      | Mika Häkkinen         | McLaren MP4-14 | Mercedes-Benz FO 110H 3.0 V10    | B     |
| West McLaren Mercedes        | 2      | David Coulthard       | McLaren MP4-14 | Mercedes-Benz FO 110H 3.0 V10    | B     |
| Scuderia Ferrari Marlboro    | 3      | Michael Schumacher    | Ferrari F399   | Ferrari Type 048/B/C 3.0 V10     | B     |
| Scuderia Ferrari Marlboro    | 4      | Eddie Irvine          | Ferrari F399   | Ferrari Type 048/B/C 3.0 V10     | B     |
| Winfield Williams            | 5      | Alessandro Zanardi    | Williams FW21  | Supertec FB01 3.0 V10            | B     |
| Winfield Williams            | 6      | Ralf Schumacher       | Williams FW21  | Supertec FB01 3.0 V10            | B     |
| Benson & Hedges Jordan       | 7      | Damon Hill            | Jordan 199     | Mugen-Honda MF-301HD 3.0 V10     | B     |
| Benson & Hedges Jordan       | 8      | Heinz-Harald Frentzen | Jordan 199     | Mugen-Honda MF-301HD 3.0 V10     | B     |
| Mild Seven Benetton Playlife | 9      | Giancarlo Fisichella  | Benetton B199  | Playlife FB01 3.0 V10            | B     |
| Mild Seven Benetton Playlife | 10     | Alexander Wurz        | Benetton B199  | Playlife FB01 3.0 V10            | B     |
| Red Bull Sauber Petronas     | 11     | Jean Alesi            | Sauber C18     | Petronas SPE-03A 3.0 V10         | B     |
| Red Bull Sauber Petronas     | 12     | Pedro Diniz           | Sauber C18     | Petronas SPE-03A 3.0 V10         | B     |
| Repsol Arrows                | 14     | Pedro de la Rosa      | Arrows A20     | Arrows A20E 3.0 V10              | B     |
| Repsol Arrows                | 15     | Toranosuke Takagi     | Arrows A20     | Arrows A20E 3.0 V10              | B     |
| HSBC Stewart Ford            | 16     | Rubens Barrichello    | Stewart SF-3   | Ford Cosworth CR-1 3.0 V10       | B     |
| HSBC Stewart Ford            | 17     | Johnny Herbert        | Stewart SF-3   | Ford Cosworth CR-1 3.0 V10       | B     |
| Gauloises Prost Peugeot      | 18     | Olivier Panis         | Prost AP02     | Peugeot A18 3.0 V10              | B     |
| Gauloises Prost Peugeot      | 19     | Jarno Trulli          | Prost AP02     | Peugeot A18 3.0 V10              | B     |
| Fondmetal Minardi Ford       | 20     | Luca Badoer           | Minardi M01    | Ford-Cosworth VJ Zetec-R 3.0 V10 | B     |
| Fondmetal Minardi Ford       | 21     | Marc Gené             | Minardi M01    | Ford-Cosworth VJ Zetec-R 3.0 V10 | B     |
| British American Racing      | 22     | Jacques Villeneuve    | BAR PR01       | Supertec FB01 3.0 V10            | B     |
| British American Racing      | 23     | Ricardo Zonta         | BAR PR01       | Supertec FB01 3.0 V10            | B     |

## Résultats des qualifications
| Pos.                      | No | Pilote                | Équipe             | Temps    | Écart  |
| ------------------------- | -- | --------------------- | ------------------ | -------- | ------ |
| 1                         | 3  | Michael Schumacher    | Ferrari            | 1:37.470 |        |
| 2                         | 1  | Mika Häkkinen         | McLaren-Mercedes   | 1:37.820 | +0.350 |
| 3                         | 2  | David Coulthard       | McLaren-Mercedes   | 1:38.239 | +0.769 |
| 4                         | 8  | Heinz-Harald Frentzen | Jordan-Mugen-Honda | 1:38.696 | +1.226 |
| 5                         | 4  | Eddie Irvine          | Ferrari            | 1:38.975 | +1.505 |
| 6                         | 18 | Olivier Panis         | Prost-Peugeot      | 1:39.623 | +2.153 |
| 7                         | 19 | Jarno Trulli          | Prost-Peugeot      | 1:39.644 | +2.174 |
| 8                         | 17 | Johnny Herbert        | Stewart-Ford       | 1:39.706 | +2.236 |
| 9                         | 6  | Ralf Schumacher       | Williams-Supertec  | 1:39.717 | +2.247 |
| 10                        | 11 | Jean Alesi            | Sauber-Petronas    | 1:39.721 | +2.251 |
| 11                        | 22 | Jacques Villeneuve    | BAR-Supertec       | 1:39.732 | +2.262 |
| 12                        | 7  | Damon Hill            | Jordan-Mugen-Honda | 1:40.140 | +2.670 |
| 13                        | 16 | Rubens Barrichello    | Stewart-Ford       | 1:40.140 | +2.670 |
| 14                        | 9  | Giancarlo Fisichella  | Benetton-Playlife  | 1:40.261 | +2.791 |
| 15                        | 10 | Alexander Wurz        | Benetton-Playlife  | 1:40.303 | +2.833 |
| 16                        | 5  | Alessandro Zanardi    | Williams-Supertec  | 1:40.403 | +2.933 |
| 17                        | 12 | Pedro Diniz           | Sauber-Petronas    | 1:40.740 | +3.270 |
| 18                        | 23 | Ricardo Zonta         | BAR-Supertec       | 1:40.861 | +3.391 |
| 19                        | 15 | Toranosuke Takagi     | Arrows             | 1:41.067 | +3.597 |
| 20                        | 21 | Marc Gené             | Minardi-Ford       | 1:41.529 | +4.059 |
| 21                        | 14 | Pedro de la Rosa      | Arrows             | 1:41.708 | +4.238 |
| 22                        | 20 | Luca Badoer           | Minardi-Ford       | 1:42.515 | +5.045 |
| Règle des 107% : 1:44.293 |    |                       |                    |          |        |

## Classement
| Pos. | No | Pilote                | Écurie             | Tours | Temps/Abandon                      | Grille | Points |
| ---- | -- | --------------------- | ------------------ | ----- | ---------------------------------- | ------ | ------ |
| 1    | 1  | Mika Häkkinen         | McLaren-Mercedes   | 53    | 1 h 31 min 18 s 785 (204,215 km/h) | 2      | 10     |
| 2    | 3  | Michael Schumacher    | Ferrari            | 53    | + 5 s 015                          | 1      | 6      |
| 3    | 4  | Eddie Irvine          | Ferrari            | 53    | + 1 min 35 s 688                   | 5      | 4      |
| 4    | 8  | Heinz-Harald Frentzen | Jordan-Mugen-Honda | 53    | + 1 min 38 s 635                   | 4      | 3      |
| 5    | 6  | Ralf Schumacher       | Williams-Supertec  | 53    | + 1 min 39 s 494                   | 9      | 2      |
| 6    | 11 | Jean Alesi            | Sauber-Petronas    | 52    | + 1 tour                           | 10     | 1      |
| 7    | 17 | Johnny Herbert        | Stewart-Ford       | 52    | + 1 tour                           | 8      |        |
| 8    | 16 | Rubens Barrichello    | Stewart-Ford       | 52    | + 1 tour                           | 13     |        |
| 9    | 22 | Jacques Villeneuve    | BAR-Supertec       | 52    | + 1 tour                           | 11     |        |
| 10   | 10 | Alexander Wurz        | Benetton-Playlife  | 52    | + 1 tour                           | 15     |        |
| 11   | 12 | Pedro Diniz           | Sauber-Petronas    | 52    | + 1 tour                           | 17     |        |
| 12   | 23 | Ricardo Zonta         | BAR-Supertec       | 52    | + 1 tour                           | 18     |        |
| 13   | 14 | Pedro de la Rosa      | Arrows             | 51    | + 2 tours                          | 21     |        |
| 14   | 9  | Giancarlo Fisichella  | Benetton-Playlife  | 47    | Pression d'huile                   | 14     |        |
| Abd. | 15 | Toranosuke Takagi     | Arrows             | 43    | Boîte de vitesses                  | 19     |        |
| Abd. | 20 | Luca Badoer           | Minardi-Ford       | 43    | Moteur                             | 22     |        |
| Abd. | 2  | David Coulthard       | McLaren-Mercedes   | 39    | Boîte de vitesses                  | 3      |        |
| Abd. | 21 | Marc Gené             | Minardi-Ford       | 31    | Boîte de vitesses                  | 20     |        |
| Abd. | 7  | Damon Hill            | Jordan-Mugen-Honda | 21    | Retrait volontaire                 | 12     |        |
| Abd. | 18 | Olivier Panis         | Prost-Peugeot      | 19    | Panne électrique                   | 6      |        |
| Abd. | 19 | Jarno Trulli          | Prost-Peugeot      | 3     | Moteur                             | 7      |        |
| Abd. | 5  | Alessandro Zanardi    | Williams-Supertec  | 0     | Panne électrique                   | 16     |        |

## Pole position et record du tour
- Pole position : Michael Schumacher en 1 min 37 s 470 (vitesse moyenne : 216,584 km/h).
- Meilleur tour en course : Michael Schumacher en 1 min 41 s 319 au 31e tour (vitesse moyenne : 208,356 km/h).

## Tours en tête
- Mika Häkkinen : 50 (1-19 / 23-53)
- Michael Schumacher : 3 (20-22)

## Statistiques
- 14e victoire pour Mika Häkkinen ;
- 123e victoire pour McLaren en tant que constructeur ;
- 28e victoire pour Mercedes en tant que motoriste ;
- À l'issue de ce Grand Prix, Mika Häkkinen est champion du monde ;
- À l'issue de ce Grand Prix, Luca Badoer ne pilotera plus en championnat du monde jusqu'au Grand Prix d'Europe 2009 où il remplace Felipe Massa chez Ferrari ;
- 115e et dernier Grand Prix pour Damon Hill, champion du monde en 1996 ;
- 44e et dernier Grand Prix (41e départ) pour Alessandro Zanardi ;
- 32e et dernier Grand Prix pour Toranosuke Takagi.

## Classements généraux à l'issue de la course
| Pos.     | Pilotes               | Points |
| -------- | --------------------- | ------ |
| 1        | Mika Häkkinen         | 76     |
| 2        | Eddie Irvine          | 74     |
| 3        | Heinz-Harald Frentzen | 54     |
| 4        | David Coulthard       | 48     |
| 5        | Michael Schumacher    | 44     |
| Source : |                       |        |

| Pos.     | Écurie             | Points |
| -------- | ------------------ | ------ |
| 1        | Ferrari            | 128    |
| 2        | McLaren-Mercedes   | 124    |
| 3        | Jordan-Mugen-Honda | 61     |
| 4        | Stewart-Ford       | 36     |
| 5        | Williams-Supertec  | 35     |
| Source : |                    |        |

- Note : Seules les cinq premières places sont indiquées dans les classements.